# 小鳞沟鰕虎鱼
小鳞沟鰕虎鱼（学名：Oxyurichthys microlepis）为背眼鰕虎鱼科沟鰕虎鱼属的鱼类，俗名小瓣尖尾鱼。其种加词“microlepis”意为“细鳞的”。

## 分布
分布于印度洋北部沿岸、东至印度尼西亚、北至日本以及中国南海、台湾海峡、东海等海域，属于亚热带近岸鱼类，棲息深度可達75公尺。该物种的模式产地在Sumanap、Madura。

## 形态
本魚體紫羅蘭色，背鰭、臀鰭與尾鰭粉紅色，背鰭硬棘7枚；背鰭軟條12-13枚；臀鰭硬棘1枚；臀鰭軟條13枚，體長可達13.5公分。其多生活于温带以及亦进入河口中，可做為食用魚及觀賞魚。